# Jama (Podlesie)
Jama – kolonia wsi Podlesie w Polsce, położona w województwie świętokrzyskim, w powiecie buskim, w gminie Tuczępy.
W latach 1975–1998 kolonia administracyjnie należała do województwa kieleckiego.